# Piněga
Piněga (rusky Пинега) je řeka v Archangelské oblasti v Rusku. Je dlouhá 779 km. Plocha povodí měří 42 600 km².

## Průběh toku
Teče převážně v širokém úvalu. Na dolním toku se přibližuje k řece Kuloj, jež ústí do Mezeňské zátoky Bílého moře, a s níž je spojena vodním kanálem Kuloj. Piněga ústí zprava do Severní Dviny.

### Přítoky
- zprava – Ileša, Ježuga
- zleva – Vyja, Jula, Pokšenga

## Vodní režim
Zdrojem vody jsou převážně sněhové a na druhém místě pak dešťové srážky. Průměrný roční průtok vody činí přibližně 430 m³/s. Zamrzá ve druhé polovině října až na začátku listopadu a rozmrzá ve druhé polovině dubna až v první polovině května.

## Využití
Vodní doprava je možná od ústí v délce přibližně 580 km do přístavu Gorka.